# هنری بیلینگتون
 هنری بیلینگتون (انگلیسی: Henry Billington؛ زاده ۱۲ نوامبر ۱۹۰۹ درگذشته ) یک تنیس‌باز اهل بریتانیا بود.